# Graphidipus subcaesia
Graphidipus subcaesia là một loài bướm đêm trong họ Geometridae.